# 빈고야스다역
빈고야스다역(일본어: 備後安田駅)은 일본 히로시마현 미요시시에 위치한 서일본 여객철도 후쿠엔 선의 철도역이다. 단선 승강장 1면 1선의 구조를 갖춘 지상역이다.

## 역 주변
- 히로시마 현도 425호 가지타미라사카 선
- 히로시마 현도 426호 다로마루키사 선

## 역사
- 1935년 11월 15일 : 후쿠엔키타 선(당시) 조게 역 - 기사 역 간 연장에 의해 개업.
- 1938년 7월 28일 : 후쿠엔키타 선이 현행 후쿠엔 선의 일부가 되어, 이 역도 그 소속으로 함.
- 1983년 4월 5일 : 무인화.
- 1987년 4월 1일 : 일본국유철도 분할 민영화에 의해, 서일본 여객철도가 승계.
- 2008년 4월 1일 : 간이 위탁에 의해 승차권 발매 종료.

## 인접 역
| 후쿠엔 선            | 후쿠엔 선   | 후쿠엔 선                   |
| -------------------- | ----------- | --------------------------- |
| 가지타 후쿠야마 방면 | ■ 후쿠엔 선 | 기사 시오마치 · 미요시 방면 |